# Garmez-e Soflá
Garmez-e Soflá (persiska: گرمز سفلی) är en ort i Iran.   Den ligger i provinsen Khuzestan, i den centrala delen av landet, 600 km söder om huvudstaden Teheran. Garmez-e Soflá ligger 360 meter över havet och antalet invånare är 226.
Terrängen runt Garmez-e Soflá är huvudsakligen platt, men åt sydost är den kuperad. Terrängen runt Garmez-e Soflá sluttar västerut. Runt Garmez-e Soflá är det ganska glesbefolkat, med 47 invånare per kvadratkilometer. Närmaste större samhälle är Behbahān, 12,3 km nordväst om Garmez-e Soflá. Omgivningarna runt Garmez-e Soflá är i huvudsak ett öppet busklandskap.